# Аналцим
Аналцимът (аналцит) е зеолитов минерал, чиито кристали често се свързват във вулканични скали. Фините кристали са изключително подходящи за колекциониране. Както при много зеолитни минерали, когато се нагрее, аналцимът освобождава „вода от кристализацията“.
Аналцимът е открит в Сицилия през 1797 година и получава името си от гръцката дума ανάλκιμος (аналкимос), което означава „слаб“ или „без сила“. Това има общо с факта, че когато кристалите аналцим се търкат, се получава слаб електрически заряд. Минералът принадлежи към зеолитовата група – силикатни минерали с включена вода в минералната си структура. Аналцимът е съставен от металите натрий и алуминий, комбинирани със силиций и кислород. Неговата химична формула е Na2(Al2Si4O12).2H2O. Водата в аналцима се губи, когато образците се нагреят, и се възвръща, когато се охладят. Съотношението на химичните съединения в него са: Na2О – 14,7%; Al2О3 – 23,29%; SiО2 – 54,47%, вода (H2O) – 8,17%.

## Формиране
Аналцимът се формира в различни геоложки ситуации. Може да бъде открит във вулканични скали, особено в тези с ниско съдържание на силициев диоксид. Също така възниква в кухини в базалтовата лава. При изстиването на лавата газът, който се съдържа в нея, може да бъде уловен вътре и да създаде овални празнини в нея. Тези празнини, наричани кухини, са идеално място за образуване на минерални кристали, в много случаи дълго след като лавата е изстинала и се е превърнала в твърд камък. Аналцимът може също да бъде „вторичен минерал“. Това означава, че може да се получи при промяната на вече формирани минерали, например нефелин и содалит.

## Свойства
Аналцимът е триклинен минерал от групата на силикатите. Често се среща в гроздовидни струпвания на кристали, които могат да бъдат безцветни, бели, сиви, розови или зелени. Тяхната кристална форма е сложна – кристализира под формата на добре образувани или неправилни тетрагонтриоктаедри, понякога в комбинация с хексаедри и рядко – в кубични кристали, или такива с пресечени ребра. С външна кубична симетрия, аналцимът се характеризира с няколко варианта на истинска симетрия, в зависимост от подреждането на Si и Al и завъртането на силициевите тетраеди. В природата са разпространени три модификации – кубична (Ia3d), тетрагонална (I41/acd) и ромбична (Ibca). Предполага се съществуването още на моноклинна, триклинна, тригонална и още една тетрагонална модификация.
Тъй като е зеолитов минерал, аналцимът съдържа вода в химическия си състав. Това качество се вижда най-добре, когато се нагреят образците в епруветка и се наблюдава как в нея се образува вода. Когато се нагрее, минералът най-накрая се превръща в безцветна глобула.
- Клас – силикати[3]
- Цвят – бял, сив, розов, зеленикав, жълтеникав. В тънък слой – безцветен.[2]
- Цвят на чертата – бял[2]
- Твърдост по скалата на Моос – варира от 5 до 5,5. Не може да бъде надраскан с монета, но кварцът може да остави следа върху него.[2]
- Плътност – 2,24-2,29 g/cm3[2]
- Молекулно тегло – 220,15[3]
- Цепителност – несъвършена по {100}[2]
- Лом – мидест[2]
- Блясък – стъклен[2]
- Прозрачност – прозрачен до полупрозрачен[2]
- Чупливост – крехък[2]
- Кристална структура – триклинна[2]
- Сингония – триклинна[3]
- Кристално сдвояване – полисинтетични двойки по {001} и {110}[3]
- Показател на пречупване – nα = 1,479-1,493 nγ = 1,480-1.494[2]
- Дисперсия на оптичните оси – слаба[2]
- IMA статус – действителен, приет преди 1959 година[2]
- Типични примеси – Са, К, понякога Cr, Be, Cs, Rb[3]

## Тест за аналцим
Колекционерите на минерали могат да тестват аналцима по три начина, но тестовете трябва да се провеждат в лабораторни условия.
1. Образецът се нагрява с пламък. Ако е аналцим, ще се стопи и пламъкът ще стане жълт.
2. Когато се нагрее в затворена епруветка, аналцимът ще отдаде кристализиралата вода. Тази характеристика е обща за всички минерали в зеолитното семейство, на което аналцимът е член.
3. Анацимът се разтваря в киселини.

## Чести приложения
Изкуствените, направени от човека зеолити, се използват, за да предпазват от влага електрически и оптични съоръжения. Думата зеолит идва от гръцката дума zéō, означаваща „кипя“ и lithos – камък. Тези два аспекта са свързани с начина, по който зеолитити набъбват и отдават вода, когато се нагреят. Аналцимът обаче, няма индустриални приложения и представлява интерес само за минералозите и колекционерите.

## Произход и разпространение
Голяма част от аналцима се среща в празни кухини в базалтова лава. Базалтът е една от най-често срещаните скали в земната кора и затова аналцимът е изключително много разпространен. Някои от най-добрите екземпляри са прозрачните кристали от Катания, Тренто, Пиза и Болцано – Италия. Връх Св. Хилеър, Квебек и заливът Фънди в Нова Скотия – Канада, са места, където се добиват изключителни кристали. Вулканичните скали в Западна Шотландия (Скай и Мъл) и подобни скали в Исландия от дълго време са източник на кристали аналцим. Много региони в САЩ също добиват аналцим, като например Грант Каунти (Орегон), Джеферсън Каунти (Колорадо), Южна Дакота, Невада и Юта.